# Sybra rufa
Sybra rufa är en skalbaggsart som beskrevs av Stefan von Breuning 1943. Sybra rufa ingår i släktet Sybra och familjen långhorningar.
Artens utbredningsområde är Filippinerna. Inga underarter finns listade i Catalogue of Life.